# Bombardeig en estora

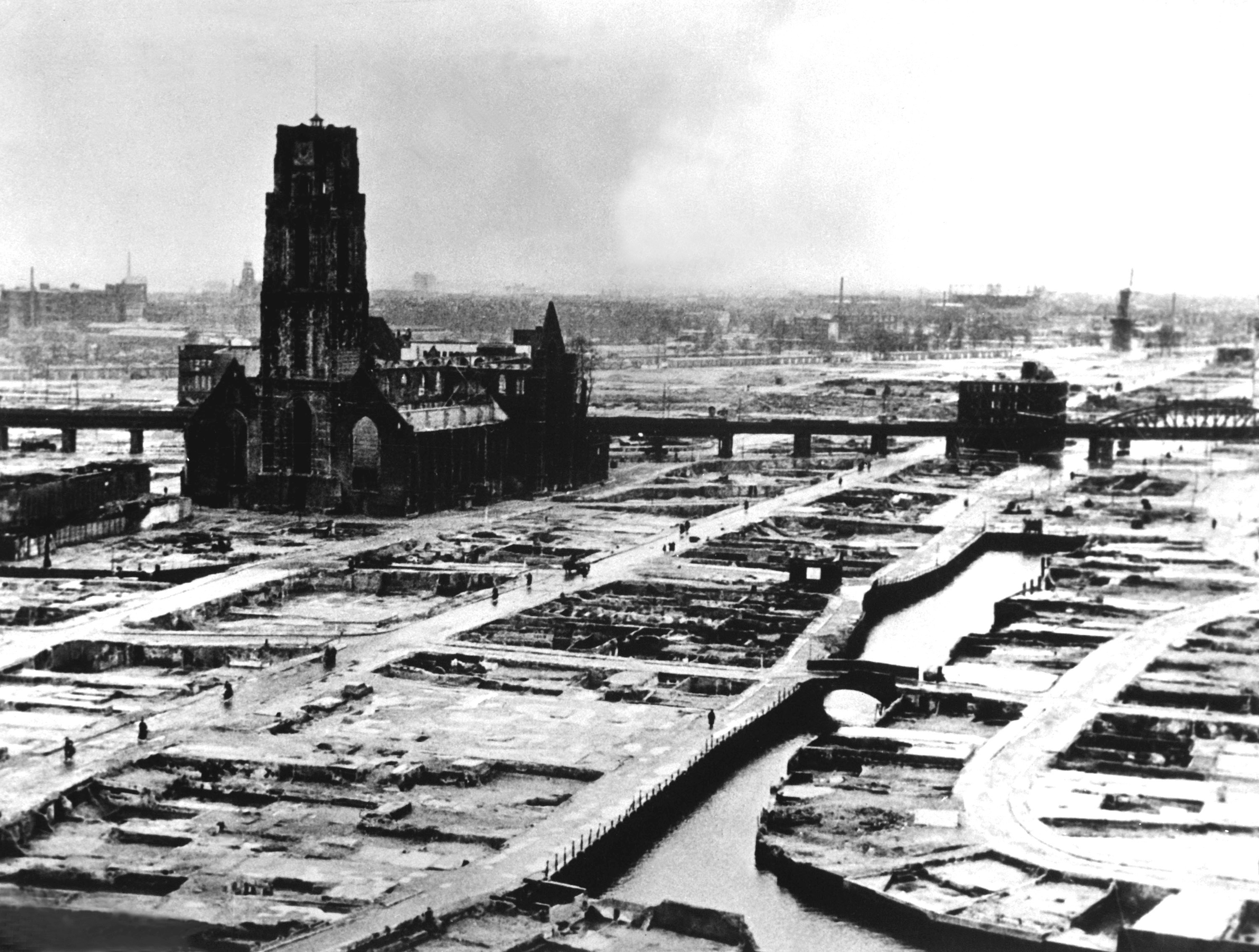
El 14 de maig de 1940 a la 1:22 pm bombarders alemanys deixen tota la ciutat de Rotterdam en flames, moren 814 habitants

Bombardeig en estora (de l'anglès carpet bombing) també anomenat bombardeig d'àrea o bombardeig de saturació consisteix en el bombardeig estratègic d'una zona, mitjançant un gran nombre de bombes de caiguda lliure, sovint combinades amb bombes incendiàries.
L'objectiu tàctic d'aquest tipus de bombardeig, és la destrucció total de la zona objectiu, ja sigui per eliminar personal i/o material militar o per desmoralitzar l'enemic. Si bé normalment es realitza mitjançant bombarders, volant a gran alçada, també es duu a terme mitjançant l'acumulació d'obusos d'artilleria terrestre o naval en una zona determinada. Aquesta pràctica està prohibida per l'article 51 del Protocol I dels Convenis de Ginebra.
El primer cop que es va utilitzar aquesta tàctica contra objectius militars, fou el 6 de setembre de 1937 durant la batalla del Mazucu, en el si de la Guerra Civil espanyola, quan la Legió Còndor alemanya va bombardejar els defensors lleials a la república que impedien el pas dels franquistes pel pas del Mazucu (Astúries). Prèviament, la Legió Còndor ja l'havia utilitzat en el mateix conflicte en el bombardeig de Guernica, on l'objectiu era la població civil, i, més tard, l'Aviació Legionària italiana també la va aplicar en el bombardeig de Barcelona. El bombardeig en estora més conegut pel nombre de víctimes civils causades és el que es va executar sobre la ciutat de Dresden durant la Segona Guerra Mundial.